# Långnäbbad petrell
Långnäbbad petrell (Pterodroma longirostris) är hotad en fågel i familjen liror inom ordningen stormfåglar som häckar på en enda ö utanför Chiles kust.

## Utseende
Långnäbbad petrell är en liten (26 cm) petrell med tydligt ”M”-tecken på mörkgrå vingovansidan. Den har en utmärkande mycket mörk hjässa och mask över ögat, övergående i mörkgrått på övre delen av bröstet. Även övergump och övre stjärttäckare är mörkgrå. Strupen är vit, liksom nedre delen av bröstet och buken, liksom undersidan av vingen, dock med svart vingspets och smal svart kant både bak och fram.
Arten skiljs från de flesta andra petreller genom den vita vingundersidan. Liknande maoripetrellen och  robinsoncrusoepetrell har blekare hjässa och nacke samt blekare yttre stjärtpennor. Whakaupetrellen har mindre mörk fläck kring ögat och juanfernándezpetrellen är större med vitt på övergumpen och svart knogfläck.

## Läte
Lätet anses likna långvingad petrell, ett snabbt "ti-ti-ti".

## Utbredning och systematik
Fågeln häckar på ön Isla Alejandro Selkirk som tillhör ögruppen Juan Fernández-öarna utanför Chile). Till havs rör den sig i östra och norra Stilla havet. Den påträffas regelbundet i Chile, Franska Polynesien, Guam, Japan, Marshallöarna, Mikronesien och Nordmarianerna. Tillfälligt har den även setts i Nya Zeeland.

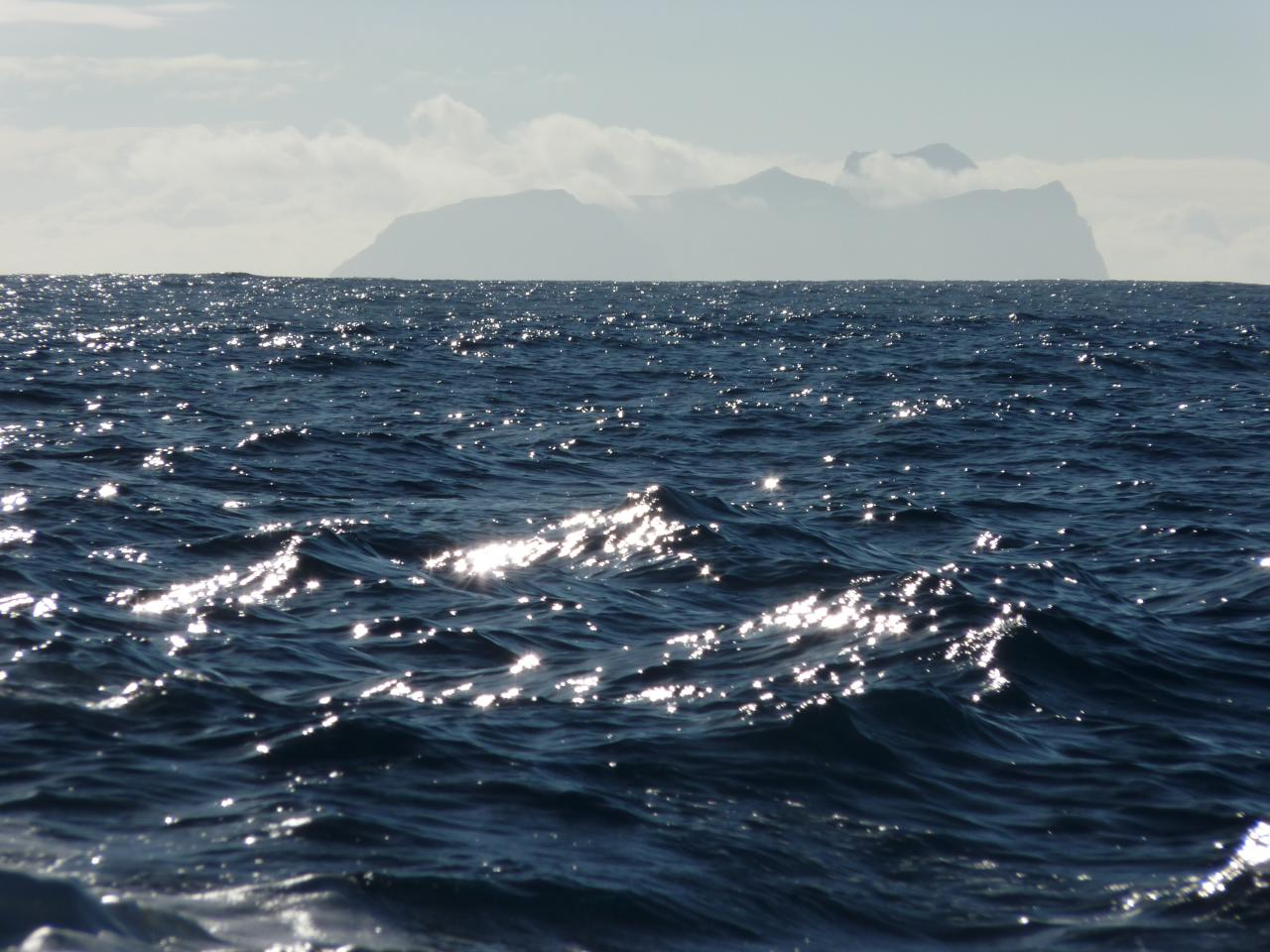
Stejnegers petrell häckar enbart på ön Isla Alejandro Selkirk utanför Chile.

## Levnadssätt
Långnäbbad petrell häckar i bohålor på sluttningar med ormbunksskog (Dicksonia externa) och angränsande gräsmarker på mellan 700 och 1120 meters höjd. Den födosöker pelagiskt efter huvudsakligen bläckfisk och småfisk. Fågeln häckar i kolonier med juanfernándezpetrell. Den inleder häckning i november och lägger ett enda ägg som kläcks mellan slutet av januari och mitten av februari. Först i maj är ungarna flygga.

## Status och hot
Internationella naturvårdsunionen IUCN kategoriserar arten som sårbar baserat på det faktum att arten häckar på en enda liten ö. Världspopulationen uppskattades 1986 till 131.000 par, men senare studier antyder att den kan vara mindre och minskande, troligen på grund av predation från katt, brunråtta och husmus.

## Namn
Arten kallades tidigare stejnegerpetrell på svenska, hedrande Leonhard Hess Stejneger (1851–1943), norsk zoolog bosatt i USA 1881-1943 och föreståndare för Smithsonian Institution 1884-1943. Han beskrev arten 1893. Namnet justerades 2023 till ett mer informativt av BirdLife Sveriges taxonomikommitté.